# Pseudoboleïta
La pseudoboleïta és un mineral de la classe dels halurs. Rep el seu nom per la seva relació amb la boleïta.

## Característiques
La pseudoboleïta és un halur de fórmula química Pb31Cu24Cl62(OH)48. Cristal·litza en el sistema tetragonal. La seva duresa a l'escala de Mohs és 2,5.
Segons la classificació de Nickel-Strunz, la pseudoboleïta pertany a «03.DB: Oxihalurs, hidroxihalurs i halurs amb doble enllaç, amb Pb, Cu, etc.» juntament amb els següents minerals: rickturnerita, diaboleïta, boleïta, cumengeïta, bideauxita, cloroxifita, hematofanita, asisita, parkinsonita, murdochita i yedlinita.

## Formació i jaciments
Va ser descoberta a Santa Rosalía, al districte de El Boleo, al municipi de Mulegé, Baixa Califòrnia Sud, Mèxic. També ha estat descrita als Estats Units, el Regne Unit, Itàlia, Iran, Grècia, Alemanya, França, Xile i Àustria. Als territoris de parla catalana ha estat descrita a la mina San Miguel (Ribes de Freser, Ripollès).